# Las Pilas, Sinaloa
Las Pilas är en ort i Mexiko.   Den ligger i kommunen Escuinapa och delstaten Sinaloa, i den centrala delen av landet, 700 km nordväst om huvudstaden Mexico City. Las Pilas ligger 36 meter över havet och antalet invånare är 131.
Terrängen runt Las Pilas är platt åt sydost, men åt nordväst är den kuperad. Runt Las Pilas är det ganska glesbefolkat, med 34 invånare per kvadratkilometer. Närmaste större samhälle är Acaponeta, 14,9 km sydost om Las Pilas. Omgivningarna runt Las Pilas är en mosaik av jordbruksmark och naturlig växtlighet.